# Hildebrandtina
Hildebrandtina (лат.) — род жуков-листоедов (Chrysomelidae) из трибы земляные блошки (Alticini, Galerucinae). Около 10 видов. Мадагаскар. Мелкие жуки (около 4 мм) желтовато-коричневого цвета с ребристыми надкрыльями. Обладают прыгательными задними ногами с утолщёнными бёдрами. Усики 11-члениковые (3-й сегмент короче первого). Пунктировка переднеспинки отчётливо вдавленная на поверхности с явными поперечными и продольными килями, бороздками и туберкулами. 1-й членик задних лапок длиннее второго и третьего вместе взятых. Питаются растениями.
- Hildebrandtina halticoides Bechyne, 1948
- Hildebrandtina obscura Bechyne, 1948
- Hildebrandtina similis Bechyne, 1948
- Hildebrandtina subregularis Bechyne, 1948
- Hildebrandtina tuberculata Bechyne, 1948
- Hildebrandtina variegata Weise, 1910typus
- другие виды